# Senjinkun
Le Senjinkun (戦陣訓, « instructions pour le champ de bataille ») est un manuel militaire de poche délivré aux soldats de l'Armée impériale japonaise le 8 janvier 1941 au nom du ministre de la Guerre de l'époque, Hideki Tōjō. Il est utilisé au début de la guerre du Pacifique.
Complément au Rescrit impérial aux soldats et aux marins (1882), il énumère un certain nombre d'exhortations concernant les règlements militaires, la préparation au combat, l'esprit de corps, la piété filiale, la vénération des kamis et du kokutai. Le code interdit expressément la retraite ou la reddition.
La phrase introductive du Senjinkun est : « Le champ de bataille est l'endroit où l'Armée impériale, obéissant au Commandement impérial, démontre sa vraie nature, conquérant lorsqu'elle attaque, remportant la victoire lorsqu'elle engage le combat, afin de mener la Voie impériale aussi loin que possible, de façon que l'ennemi contemple avec admiration les augustes vertus de Sa Majesté ».
Vers la fin de la guerre, des copies du Senjinkun sont également distribuées à la population civile du Japon dans le cadre de la préparation de l'opération Downfall, l'invasion prévue de l'archipel japonais par les forces alliées.